# ウラジミール・ギカ
ウラジミール・ギカ（Vladimir Ghika、1873年12月25日 - 1954年5月17日）はルーマニアの貴族、カトリック教会の司祭。

## 生涯
ギカはルーマニアの国防大臣の子としてコンスタンティノープル（現・イスタンブール）で生まれ、祖父はモルドヴァ最後の国王で母はフランス系ロシア人であった。
彼はギリシャ正教会の洗礼を受け、パリ、トゥールーズで過ごし、高度な教育を受ける。24歳の頃、ローマに留学。29歳の頃、カトリック教会へ転籍。ルーマニアにおけるカトリック慈善事業の創立者として聖ヴィンセンシオ・ア・パウロ会を招聘、慈善、福祉等の活動を展開した。
ルーマニア農民一揆で負傷した男性に自分の皮膚を提供した。
1923年、司祭叙階。パリ大司教区に属し、同年、「聖ヨハネ兄弟姉妹会」を設立。
1931年、ローマ教皇ピウス11世により「モンセニョール」の称号を受け、1933年、日本に訪問、日本におけるカルメル会修道院設立に尽力、昭和天皇の謁見を受ける。
1939年、ルーマニアに帰国。
1952年、共産政府によって逮捕されブカレストの収容所に投獄、拷問を受け、1954年5月17日、牢獄にて帰天。
2013年、ブカレストにて列福。